# Hippolyte-Jules Pilet de La Mesnardière
Hippolyte-Jules Pilet de La Mesnardière (* 1610 in Le Loroux-Bottereau; † 4. Juni 1663 in Paris) war ein französischer Arzt, Dichter, Übersetzer, Literaturtheoretiker, Höfling und Mitglied der Académie française.

## Leben und Werk

### Arzt und Literat
La Mesnardière war der Sohn eines Apothekers aus Nantes. Er studierte Medizin und veröffentlichte 1635 eine Schrift über die Affäre der Teufel von Loudun und das Schicksal Urbain Grandiers, die Richelieu auf ihn aufmerksam machte. Er wurde Richelieus Arzt wie auch der von Gaston d’Orléans. Nach einer weiteren Publikation mit psychosomatischer Fragestellung wurde er Hausarzt der Madame de Sablé und entdeckte durch ihren literarischen Salon und im Umgang mit Jean-François Sarasin und Georges de Scudéry seine Neigung zum Literarischen.